# Rita Maierotti
Rita Maierotti (Castelfranco Veneto, 27 agosto 1876 – Castelfranco Veneto, 30 gennaio 1960) è stata una politica e scrittrice italiana.

## Biografia
Nasce a Castelfranco Veneto il 27 agosto 1876 da una famiglia benestante. Il padre, Eugenio Maierotti, anticlericale e garibaldino, è il direttore delle scuole urbane; la madre, Elvira de Mori, fervente cattolica, è di origini aristocratiche.
Educata per lo più dal padre, dopo aver terminato gli studi magistrali, Rita comincia a insegnare nelle scuole elementari della campagna trevigiana. Il posto non le viene rinnovato a causa delle sue idee laiche e per il suo metodo razionale. Nel 1896 si unisce in matrimonio con Giuseppe Tonon, con il quale ha quattro figli, due dei quali morti poco dopo la nascita; sopravviveranno Arturo, che, sulle orme della madre, in seguito sarà arrestato per la sua attività antifascista, ed Elvira. Rimasta vedova, si trasferisce dapprima a Milano e poi, dal 1908 al 1915, a Gonzaga nel mantovano, insegnando a Suzzara.
Fin da giovanissima è simpatizzante delle idee socialiste. Risale a questi anni la sua attiva militanza nel partito e la collaborazione ai periodici socialisti La Fiamma, Su compagne!, La Nuova terra e La Difesa delle lavoratrici. Dal 1 settembre 1913 al 6 giugno 1915 pubblica a puntate su La Difesa delle lavoratrici un romanzo autobiografico con il titolo Pagine di vita (ora raccolto nel libro Romanzo di una Maestra), interrompendone la pubblicazione quando, col primo conflitto mondiale alle porte, la linea del giornale subisce un cambiamento, su posizioni sempre più interventiste, riscontrabile negli articoli di Margherita Sarfatti, futura biografa del Duce.
Nel 1915 vince un concorso e si trasferisce a Bari dove, oltre ad insegnare, continua la sua attività politica nel Partito Socialista Italiano (PSI), scrivendo e partecipando a numerosi comizi in difesa dei diritti dei lavoratori e delle donne.
Nel 1918 si sposa in seconde nozze con Filippo D'Agostino, famoso sindacalista pugliese, consigliere comunale e provinciale di Bari nelle file del PSI e, successivamente, primo segretario della federazione barese del PCdI.
Nel 1917 partecipa con Gramsci e Bordiga a Firenze alla riunione della sinistra rivoluzionaria del PSI. Nel 1921 rappresenta con il marito la Puglia al Congresso di Livorno che segna la scissione della frazione comunista e la nascita del Partito Comunista d'Italia (PCd’I), di cui Maierotti farà parte.
Nell'agosto 1922 partecipa con Giuseppe Di Vittorio e Piero Delfino Pesce alla Difesa della Camera del Lavoro di Bari e della città vecchia dall'assalto delle squadre fasciste di Caradonna.
Attenta ai temi della questione femminile, contribuisce alla costituzione dei gruppi femminili comunisti, diventando, insieme al marito, una delle protagoniste dell'organizzazione del nuovo partito in Puglia. Nel novembre 1922 fa parte della delegazione italiana del PCd’I che partecipa a Mosca al IV Congresso dell'Internazionale Comunista, dove ha modo di incontrare Lenin. Al ritorno in Italia viene arrestata a Trieste insieme al marito e in seguito rimessa in libertà.
Dopo aver subito una aggressione da parte degli squadristi fascisti che le devastano la casa e in seguito al suo licenziamento da parte delle autorità comunali (era stata trattenuta per diversi giorni in carcere), si stabilisce a Roma, ma ben presto, a seguito di continui pedinamenti, aggressioni, arresti, decide con il marito di prendere la via dell'esilio.
La coppia lascia l'Italia nel 1925 ed è attiva nell'organizzazione dei fuorusciti italiani prima in Belgio e poi in Francia. Rientrata in Italia nel 1926, Rita Maierotti viene nuovamente arrestata a Milano, e dopo il rilascio si trasferisce a Roma, dove vivrà durante il fascismo, dal 1927 al 1945, sottoposta ad uno stretto controllo da parte dell'OVRA. Anche il marito, Filippo D'Agostino, viene di nuovo arrestato e poi condannato dal Tribunale Speciale a diversi anni di carcere e confino, fino al 1932.
Il 19 dicembre 1943, a seguito dell'attentato di via Fabio Massimo a Roma da parte dei G.A.P., D'Agostino viene arrestato insieme ad altre centinaia di uomini e rinchiuso al carcere di Regina Coeli. Il 4 gennaio 1944 è deportato al campo di concentramento di Mauthausen, dove muore il 14 luglio dello stesso anno.
Dopo il 1945 Rita Maierotti è tra le fondatrici dell'UDI (Unione Donne Italiane). Anche nel dopoguerra continua la sua militanza politica e sociale. Scrive su Civiltà proletaria e L'Unità, ed è oratrice in diversi comizi. È politicamente attiva in Puglia, con la nipote Anna, e in Sicilia, dove è impegnata nella campagna per l’elezione dell’Assemblea Costituente e per il suffragio femminile. In questi anni riprende brevemente l'attività politica nel PCI (Partito Comunista Italiano).
Muore a Castelfranco Veneto il 30 gennaio 1960.

## Riconoscimenti
Nel 2012 la Fondazione della CGIL di Bari è stata intitolata a Rita Maierotti.
Nel 2018 il Comune di Bari ha assegnato il suo nome ad un giardino nel quartiere Libertà.